# Munizip Tripolis
Das Munizip Tripolis , arabisch شعبية طرابلس, DMG Schabʿiyyat Ṭarābulus, ist ein Munizip (Schabiyat) von Libyen.

## Geographie
Das Munizip Tripolis liegt in Tripolitanien, einer Region im Nordwesten des Landes, an der Mittelmeerküste. Die Hauptstadt des Munizips ist Tripolis.

## Verwaltungsgeschichte
Von 1983 bis 1995 hatte das heutige Munizip Tripolis, als Baladiyat organisiert, schon die heutige Größe. Das 2001 bis 2007 existierende Schabiyat umfasste nur noch die Stadt Tripolis und Umgebung (400 km²). Im Jahre 2007 fand die letzte Gebietsreform statt, in der Tadschura Wa Al Nawahi AlArba' (1430 km²) und das Gebiet der Hauptstadt Tripolis zum Munizip Tripolis vereinigt wurden.

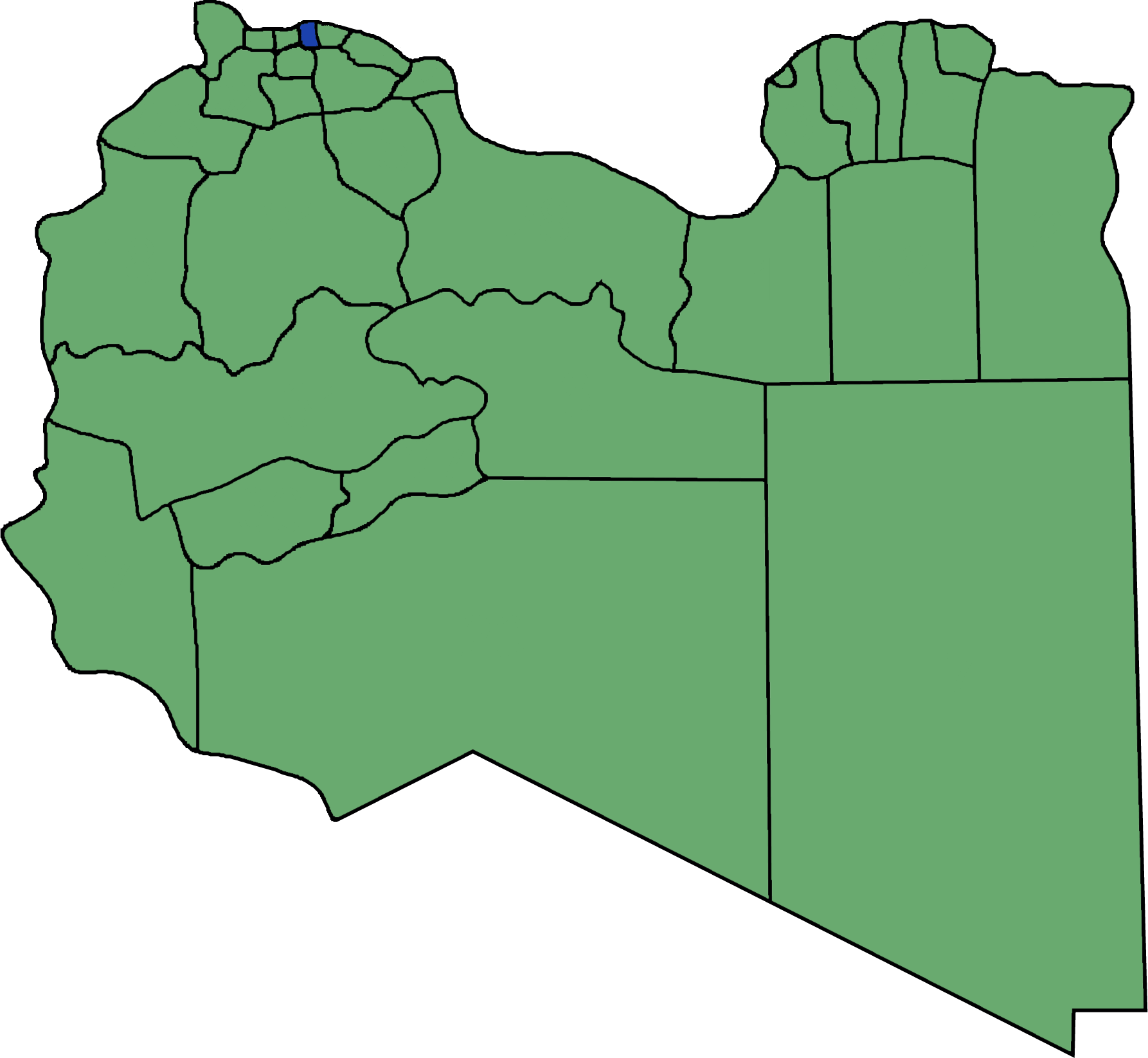
2001–2007 Grenzen der Schabiyat